# メル (ドゥー＝セーヴル県)
メル （Melle）は、フランス、ヌーヴェル＝アキテーヌ地域圏、ドゥー＝セーヴル県のコミューン。

## 地理
メルを取り巻く地方は、牧草地、クリやクルミ、マツが植えられた森林があり、緩やかな起伏となっている。地質は、石灰岩質の断片が点在する粘土状の土壌で構成されている。土地は肥えており、ウマゴヤシ、ツメクサ、イワオウギ、コムギの栽培を可能にしている。
メルの町は、メロワ台地の中心にある岩の露頭の上に築かれている。ニオールの南東27km、ポワティエから60km、サン＝ジャン＝ダンジェリから45km離れている。メルは1926年まで準県都であり、以後は小郡が置かれている。メルはフランスのサンティアゴ・デ・コンポステーラの巡礼路、トゥールの道（fr:Via Turonensis）の途上にある。

## 歴史
人の定住は古代からあった。シャン・ペルセでの考古学的発掘では、2世紀と4世紀の未発掘の墓が発見されている。
古い町の名称Metullumの起源は不確かである。一部の人々は、ラテン語 metallum（鉱物や金属を意味する）の破壊された形態か、metula（小さな境界石）から派生したとみなしている。名称はケルト語起源をもつmetlから派生した可能性が高い。地名においてよく証言される名称であるが、正確な意味は議論されている。高さ、または囲い地か。

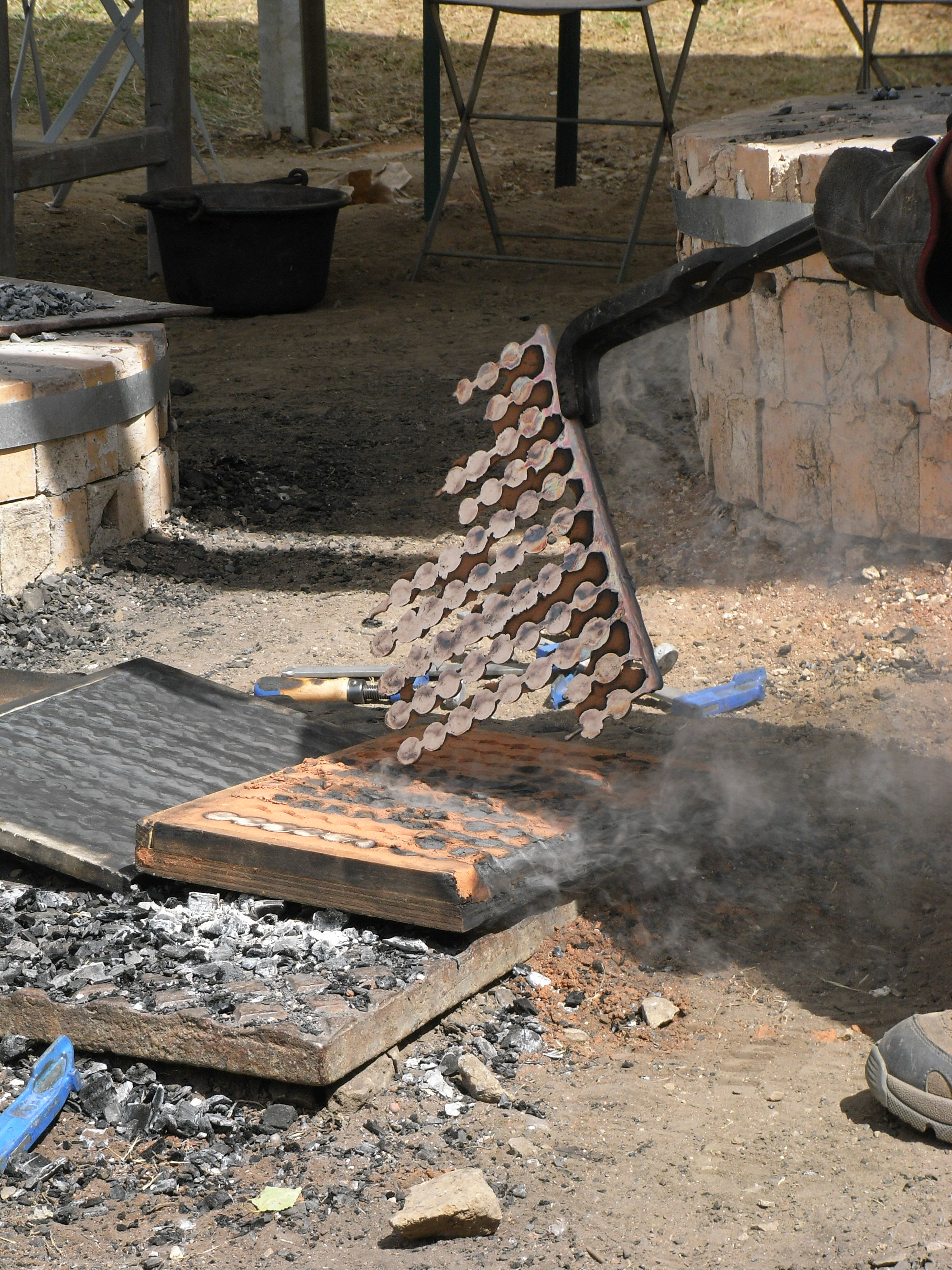
銀鉱山での鋳造の実演

中世最盛期のメルは、硬貨鋳造の活発な地であった。町の中や周辺に重要な銀鉱山があったからである。鉱山は少なくとも602年から995年まで利用されていた。鉱物から方鉛鉱が取り出された。銀を含む鉛である。鉛は最初、フランク族の王に忠誠を示すため用いられた。ダゴベルト1世の時代、毎年8000リーヴルがパリに送られ、鉛はサン・ドニ大聖堂の防備に使われた。
硬貨鋳造は768年から1189年まで盛んであった。硬貨の製造は、特に864年にシャルル2世の勅令のおかげで活動維持を認可された10軒の工房で盛んだった 。そこは広大なアキテーヌの中で唯一合法に行われていた。2種類の硬貨が鋳造されていた。オボルスとデナリウスである。
工房での活動は以下のように記述されている。『望むように地金が複数のポンドごと切り分けられた。金の厚さを薄くして金塊を打ち出し、金づちで叩いてそれらを丸くして、定められた目方にした。硬貨の原盤は彫って作られ、両面に王家のモノグラムである刻印を打った。それは皇帝の名か、工房の名称だった。メルで鋳型が発見されており、CARLUS REX FRの銘が刻まれたものがニオールの歴史博物館に収められている。ルイ敬虔王の金塊の背面には、2本の金づちが表されており、2つの鋳型には、METALLVM（メル）の名が鋳造工房の名の代わりに取り巻くように刻まれている。鋳造がここで行われていた。』
今日、古い銀鉱山の一部を訪れることができる。この銀鉱山は訪問できるものの中で最古の鉱山である。この銀鉱山はボヘミアの銀鉱山より何世紀も先んじていた。
848年、首領ハスティング（fr）に率いられたヴァイキングたちがメルを探して略奪をはたらいた。1000年の少し前には、工房はニオール、サン＝ジャン＝ダンジェリ、ポワティエに移っていった。この時代の鉱山の不満は、鉱脈の枯渇、または政治的・経済的変化に起因する可能性がある。少なくとも彼らは地震に持ちこたえられなかった。
町は3年前に調印されたブレティニーの和議により1363年、エドワード3世の王子トマス・オブ・ウッドストックに与えられた。
第5次ユグノー戦争中、1575年にモンパンシエ公ルイ3世は、3日間の包囲の後に知事を拘束し、メルを攻略した。カトリーヌ・ド・メディシスも、1586年に娘婿のアンリ・ド・ナヴァール（のちのアンリ4世）とメルで面会している。
1790年から1795年まで、メルは地区の中心地であり、1800年から1926年まで郡庁が置かれていた。

## 人口統計
| 1962年 | 1968年 | 1975年 | 1982年 | 1990年 | 1999年 | 2008年 | 2013年 |
| ------ | ------ | ------ | ------ | ------ | ------ | ------ | ------ |
| 3762   | 4257   | 4402   | 4119   | 4003   | 3851   | 3623   | 3656   |

参照元:1962年から1999年までは複数コミューンに住所登録をする者の重複分を除いたもの。それ以降は当該コミューンの人口統計によるもの。1999年までEHESS/Cassini、2004年以降INSEE。

## 史跡

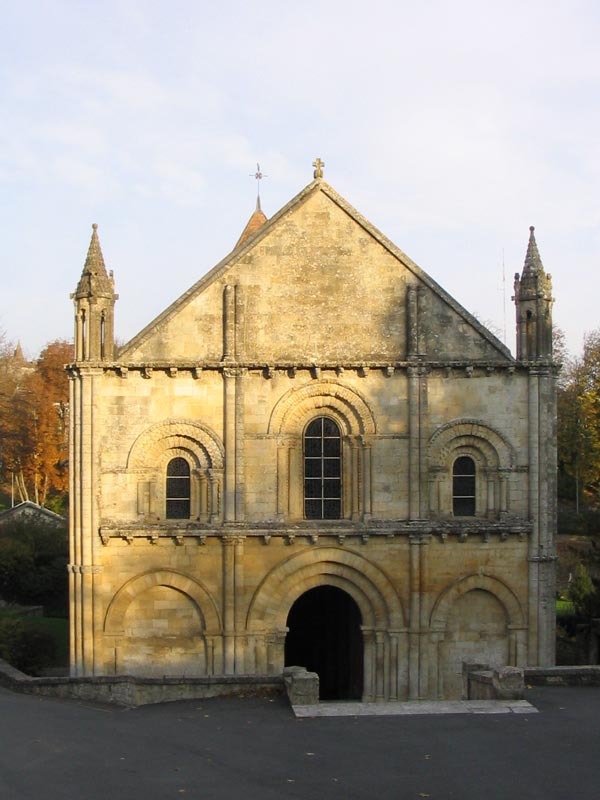
サンティレール教会ファサード

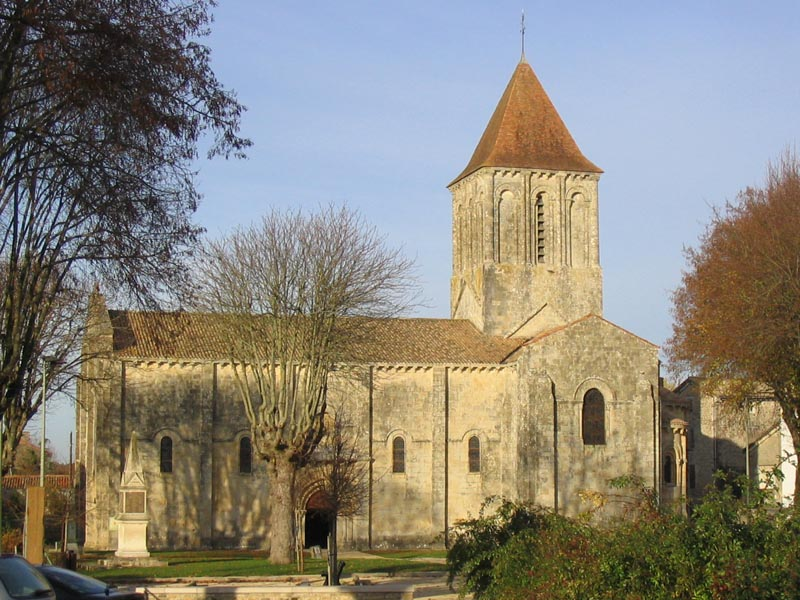
サン＝ピエール教会

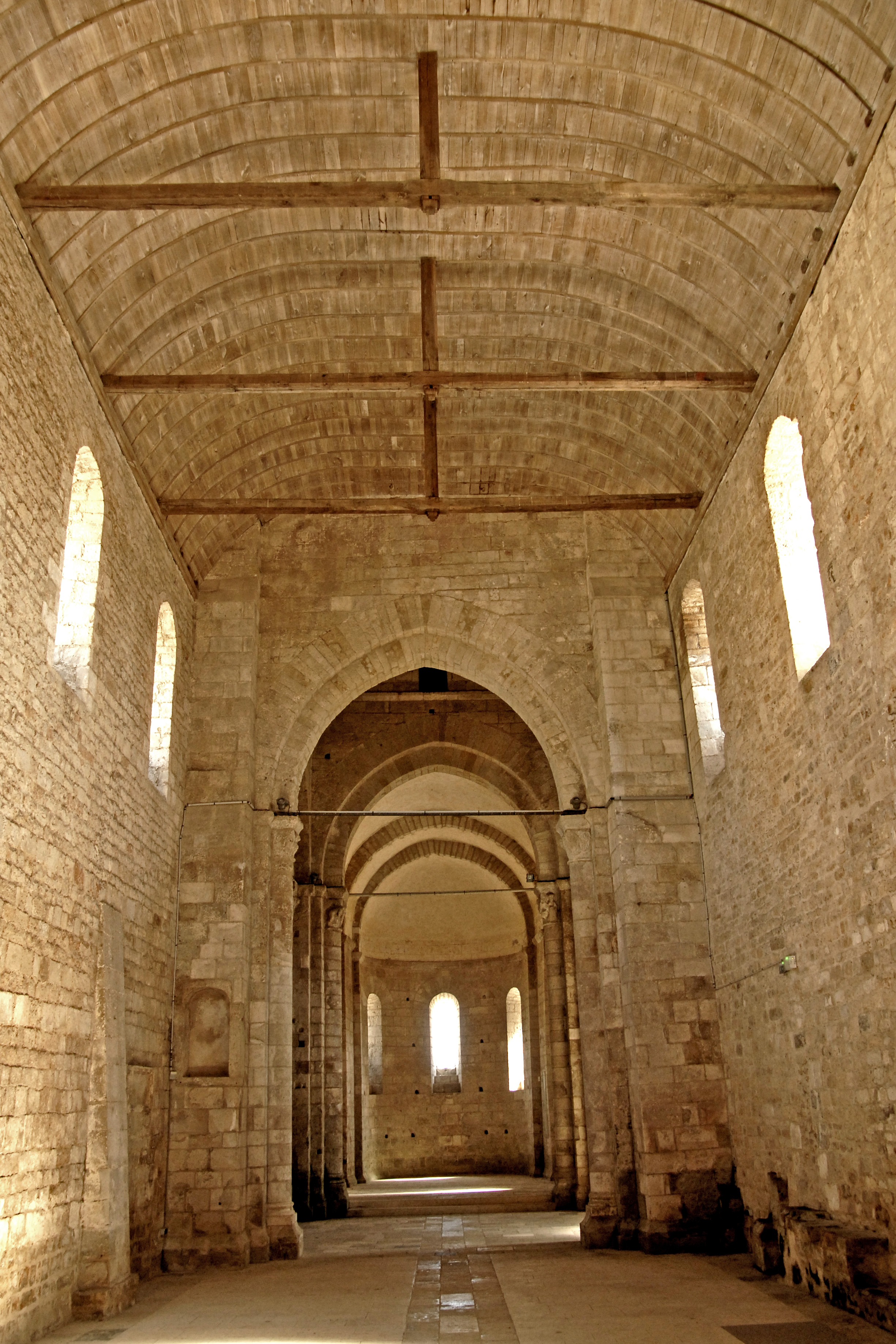
サン・サヴィニアン教会内部

中世の要塞の遺構のほか、メルには興味深い3つのロマネスク様式の教会がある。

### サンティレール教会
聖イレールとは、367年に死んだ初代ポワティエ司教の名前である。この教会は3つの中で最大で、今も唯一、礼拝の場所として使われている。10世紀の憲章によれば、教会はサン＝ジャン＝ダンジェリのベネディクト会派修道院の傘下にあった。おそらく961年にポワトゥー伯ギヨーム・テト・デトゥープによって修道院に与えられたのである。教会の原型は木造であった。12世紀に現在の建物に置き換えられている。現在の教会は2段階に分けて建設された。1090年代に内陣と翼廊が、1150年代にはファサードと身廊が建設された。
サンティレール教会は1887年3月30日以来、フランス歴史的記念物となっている。また、フランスのサンティアゴ・デ・コンポステーラの巡礼路の1つとして、1998年にUNESCO世界遺産に登録されている。

### サン＝ピエール教会
サン＝ピエール教会は、950年以降に礼拝堂のあった位置に、12世紀初頭、黄土色の石灰岩を用いて建てられた。サン＝メクサン修道院の傘下にあった。最古の教会建物は、カロリング朝時代の墓地に囲まれていた。
教会建物は1965年から1966年の間に修復され、新たなステンドグラスと新たな屋根に取り換えられた。1862年以降、フランス歴史文化財指定されている。
教会の設計は非常に簡素である。広い本堂が、平らな翼廊につながり、翼廊の先には礼拝堂がある。翼廊はシュヴェ中央の後陣をそれぞれ支える。翼廊の交差地点が、4つの狭い開口部を持つ角型の塔となっており、1466年からピラミッド状の屋根で覆われている。

### サン＝サヴィニアン教会
おそらく3つの教会のうち最も古くに建設されている。封建時代に築かれたメル市街の中に建てられた唯一の教会である。そのファサードは簡素だが調和がとれている。その姿は12世紀のものであることを暗示させる。教会は2つの目隠しアーケードに囲まれた入り口を持つ。入り口のティンパヌムは馬の鞍を形どっている。この装飾はオーヴェルニュ一帯では広くみられるが、ポワトゥーではまれである。メダリオンに囲まれたキリスト磔刑像を示す弱弱しい彫刻は、2頭のライオン像の間に立っている。扉の上、軒蛇腹（コーニスとも）のカラス像の間には、平たい動物彫刻が見られる。四足動物、鳥、鹿、魚のみならず、苦しむ人々、騎士、そしてエロティックな光景が描かれている。
南側の翼廊はロマネスク様式の入り口を備えている。
内部は、その身廊が反転したボートの形のようなフレームで覆われている。そこでは、役人フランソワ・ウリエとピエール・サテュルヌ・ウリエの墓を鑑賞することが可能である。後者はビュシェット（buchettes）と呼ばれた裁判の張本人で、ラ・フォンテーヌはこの話に触発されて『メルの判事』（le Juge de Melle）を書いた。
内陣の柱、柱頭は聖サヴィニアンの殉教を表している。翼廊の交差地点は、トロンプのドームが載せられている。
1801年から1927年まで、この教会は刑務所にされていた。現在では音楽祭や展示会が行われる会場となっている。1914年より歴史的記念物指定されている。

## ゆかりの人物
- ローラン・カンテ
- ルネ・アルディ - メルで死去